# Edward Joseph Dent

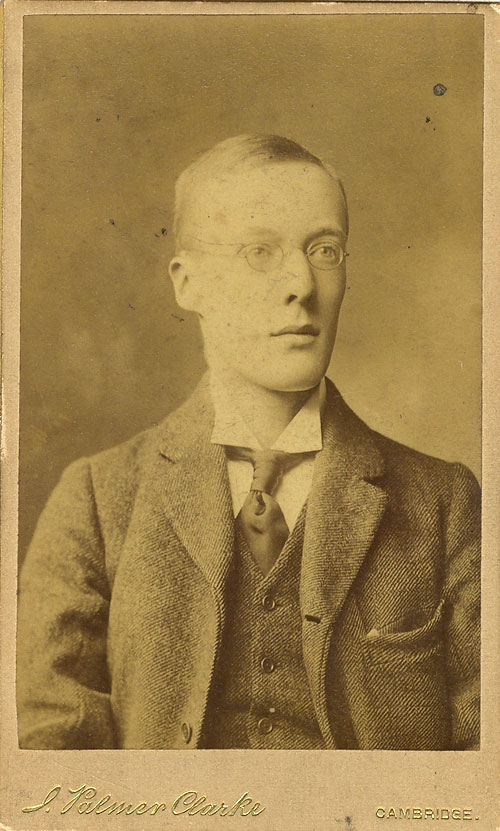
Edward Joseph Dent (1900)

Edward Joseph Dent (ur. 16 lipca 1876, zm. 22 sierpnia 1957) – angielski muzykolog.
W latach 1926–1941 był profesorem na Cambridge University, znanym jako znakomity pedagog. Był on również jednym z głównych założycieli i pierwszym prezesem (1922–1938) Międzynarodowego Towarzystwa Muzyki Współczesnej (SIMC), a w latach 1931–1949 – prezesem Międzynarodowego Towarzystwa Muzykologicznego. Prace swe poświęcił głównie dziejom opery XVII–XVIII w.: Mozart’s Operas (1913), The Foundations of English Opera (1928), Opera (1940, napisał monografie o Alessandro Scarlattim (1905) i Ferruccio Busonim (1933), biografię G.F. Händla (1934), liczne artykuły w periodykach muzycznych i encyklopediach angielskich. Przetłumaczył wiele librett dla oper londyńskich.